# Association lettonne des régions
L'Association lettonne des régions (en letton : Latvijas Reģionu apvienība) est un parti politique letton de type centriste.
Fondé le 13 mars 2014, son dirigeant est Mārtiņš Bondars jusqu'en 2017. Il obtient huit députés à la Saeima en 2014 mais n'en n'obtient aucun en 2018. Lors des élections législatives de 2022, le parti se présente au sein de la coalition Liste Unie qui obtient quinze sièges de députés dont sept pour l'Association des régions.

## Résultats électoraux

### Élections législatives
| Année | Députés | Votes  | %    | Rang | Gouvernement        |
| ----- | ------- | ------ | ---- | ---- | ------------------- |
| 2014  | 8 / 100 | 60 812 | 6,7  | 6e   | Opposition          |
| 2018  | 0 / 100 | 35 018 | 4,14 | 8e   | Extra-parlementaire |
| 2022  | 7 / 100 |        |      |      | Opposition          |

### Élections européennes
| Année | Députés | Votes  | %   | Rang |
| ----- | ------- | ------ | --- | ---- |
| 2014  | 0 / 8   | 11 035 | 2,5 | 7e   |
| 2019  | 0 / 8   | 23 581 | 5,0 | 7e   |